# Aknalich
Aknalich là một đô thị thuộc tỉnh Armavir, Armenia. Dân số ước tính năm 2011 là 3196 người.